# Список фильмов, запрещённых к показу на Украине
Список фильмов, запрещённых к показу на Украине — данный информационный список содержит российские фильмы и сериалы, которые запретили власти Украины. Согласно закону запрещается показ всех фильмов и сериалов, которые пропагандируют вооружённые силы и силовые структуры «страны-агрессора», а также в которых принимает участие лицо, которое может создавать угрозу национальной безопасности Украины. Также в 2016 были запрещены все фильмы произведённые в России начиная с 2014 года.

## Список запрещённых фильмов, выпущенных до 2014 года
1. «8 первых свиданий»[4], реж. Вайсберг М., 2014. В главной роли В. Зеленский;
2. «Авантюристы»[4], реж. Буслов К., 2014;
3. «Алёнка из Почитанки»[4], реж. Демченко М., 2014;
4. «Алешкина любовь/Счастливая жизнь»[4],, реж. Николаева Е., 2014;
5. «Алхимик»[4], реж. Муратов О., 2014;
6. «Анжелика»[4], реж. Новикова Р., Маслов А., 2014;
7. «Аромат шиповника»[4], реж. Мирошник Т., 2014;
8. «Аромат шиповника-2»[4], реж. Мирошник Т. 2014;
9. Сериал «Белая гвардия» — телесериал (8 серий) по одноимённому роману М. А. Булгакова[5]. Премьерный показ состоялся 3 марта 2012 года на телеканале «Россия-1». 28 июля 2014 года Министерство культуры Украины лишило прокатного удостоверения сериал «Белая гвардия». По мнению экспертов ведомства, они «демонстрируют пренебрежение к украинскому языку, народу и государственности», а «отдельные факты искажены и переписаны в пользу России»[6][7]
10. «Белая ночь»[4], реж. Якимчук О., 2014;
11. «Берега»[4], реж. Ангелина Кира, 2014;
12. «Бессонница»[4], реж. Мармонтов А., 2014;
13. «Брат», реж. Балабанов А., 1997
14. «Брат-2»[8] — художественный фильм 2000 года режиссёра Алексея Балабанова с Сергеем Бодровым-младшим в главной роли. По сведениям ведущих оптовых компаний, фильм занял почётное первое место среди пятидесяти самых продаваемых видеофильмов в 2000 году, опередив большое количество высокобюджетных блокбастеров[9].
15. «Брачные танцы»[4], реж. Гай Германика В., 2014;
16. «Василиса (сериал)»[4], реж. Сиверс А., 2014;
17. «Вдовец»[4], реж. Рабий Б., 2014;
18. «Венец безбрачия»[4], реж. Штром О., 2014;
19. «Верь мне (Донор)»[4], реж. Дроздов Н., 2014;
20. «Весёлые ребята»[4], реж. Бобров О., 2014;
21. «Весной расцветает любовь»[4], реж. Аравин В., 2015;
22. «Ветер в лицо»[4], реж. Михайлов М., 2014;
23. «Ветреная женщина»[4], реж. Перуновская О., 2014;
24. «Взгляд из вечности»[4], реж. Хван О., 2015;
25. «Вопреки всему»[4], реж. Арапов В., 2014.;
26. «Воронины»[4] — российский сериал производства компаний «Леан-М» (с 1 сезона) и Good Story Media (1—14 сезоны) при поддержке Sony Pictures Entertainment, адаптация американского ситкома «Все любят Рэймонда» с 1 по 10 сезоны, оригинальный российский ситком с 11 сезона. Премьера состоялась 16 ноября 2009 года на телеканале СТС. Режиссёр Жигалкин О., 2009 — настоящее время;
27. «Восьмидесятые»[4], реж. Девкина Ю. 2012—2016;
28. «Врачиха»[4], реж. Двигубская К., 2014;
29. «Время собирать (Дочки-матери)»[4], реж. Устюгов В., 2014;
30. «Всё могут короли»[4], реж. Музальова О., 2014;
31. «Всё сначала»[4], реж. Полторацкая А., 2014
32. «Всё только начинается»[4], реж. Кузьмин Д., 2015;
33. «Высокая кухня»[4], реж. Николаев В., 2014;
34. «Геракл (Дорога домой)»[4], реж. Бабенко В., 2014;
35. «Год в Тоскане»[4], реж. Селиванов А., 2015;
36. «Гончие»[10];
37. «Горько!», реж. Крыжовников Ж., 2013
38. «Горько! 2»[4], реж. Крижовников Ж., 2014;
39. «Господа офицеры»[11] — российско-казахский многосерийный фильм 2004 года. Их было трое друзей «не разлей вода» — Федотов, Асланбеков и Хоменко. Они вместе воевали в Афганистане, но после вывода войск оттуда судьба развела каждого по своей дороге. Федотову выпал спецназ, война в Чечне, случайное убийство мальчишки и пятнадцать лет тюрьмы, Асланбекову — должность начальника колонии для бывших военнослужащих (на самом деле подобной колонии в России не существовало), Хоменко — повышение по службе, генеральские погоны и должность в генеральном штабе. Но злодейка судьба свела друзей ещё раз — за неосторожное убийство мальчишки в Чечне Федотов попал в колонию к Асланбекову, а после того, как Асланбеков устроил Федотову и ещё нескольким заключенным свидание с родственниками вне закона, Хоменко после сигнала «кума» (заместителя начальника по режиму подполковника Юрченкова) едет в колонию с проверкой. И даже в таких условиях необходимо сохранить боевую дружбу и не потерять самое главное — офицерскую честь. Режиссёр Андрей Кравчук.
40. «Господа-товарищи»[4], реж. Сериков В., 2014—2015;
41. «Группа „Зета“»[8], реж. Татарский В.;
42. «Глухарь», 2008—2011
43. «Деревенщина»[4], реж. Устюгов В., 2014;
44. «До свидания, мальчики»[4], реж. Куртин С., 2014;
45. «Доброе имя»[4], реж. Аравін О., 2014;
46. «Дознаватель 2»[4], реж. Коршунов А., 2014;
47. «Долгий путь домой»[4], реж. Доброва-Кулікова О., 2014;
48. «Дольче вита по-русски»[4], реж. Штром О., 2014;
49. «Дом с лилиями»[4], реж. Краснопольский В., 2014;
50. «Другая семья»[4], реж. Кананович О., 2014;
51. «Дружба особого назначения»[8], реж. Феоктистов А.;
52. «Дубровский»[4], реж. Вартанов О., Михановский К., 2014;
53. «Ёлки 2»[12], 2011;
54. «Если ты не со мной»[4], реж. Можжухин И., 2014;
55. «Женщина в беде»[4], реж. Щербинин А., 2014;
56. «Живём только раз»[4], реж. Штром О., 2014;
57. «Звезда»[4], реж. Меликян А., 2014;
58. «Земский доктор. Любовь вопреки»[4], реж. Павловский О. 2014;
59. «Зигзаг удачи»[12], 1968.
60. «Из жизни капитана Черняева»[8];
61. «Инквизитор»[4], реж. Мороз Ю., 2014;
62. «Ирония судьбы. Продолжение»[12], реж. Бекмамбетов Т., 2007;
63. «Испытательный срок»[4], реж. Нурісламов І., 2014;
64. «Истребители. Последний бой»[4], реж. Ройзман З., 2014;
65. «Кадетство»[10];
66. «Казак»[8], реж. Копылов И.;
67. «Кодекс чести 1, 2, 3, 4»[8], реж. Николаенко Г.;
68. «Колыбель над бездной»[4], реж. Колпахчиєв М., 2014;
69. «Королева бандитов 2»[4], реж. Кузьмин Д. 2014;
70. «Корпоратив»[4], реж. Асадулин О., 2014;
71. «Кости»[4], реж. Коршунов П., 2014;
72. «Красавец и чудовище»[4], реж. Криворучко И., 2014;
73. «Красивая жизнь»[4], реж. Степаненко А., 2014;
74. «Красотки»[4], реж. Кешишев С., 2014;
75. «Кровь с молоком»[4], реж. Хван О., 2014;
76. «Куда уходит любовь»[4], реж. Селиванов А., 2014;
77. «Кураж»[4], реж. Стефанович А., 2014;
78. «Курьер из «Рая»[4], реж. Хлибородов М., 2012;
79. «Кухня в Париже»[4], реж. Дьяченко Д., 2014;
80. «Кухня. Последняя битва», реж. Федотов А., 2017
81. «Кухня кухни»[4], реж. Дьяченко Д., 2014;
82. «Легавый-2»[4], реж. Фомин О., 2014;
83. «Легок на помине»[4], реж. Абизов Е., 2014;
84. «Ленинград-46»[4], реж. Копилов И., 2015;
85. «Лето волков»[8], реж. Иосифов Д., 2011;
86. «Любимые женщины Казановы»[4], реж. Быстрицкий С., 2014;
87. «Любовь и Роман»[4], реж. Соколов Е., 2014;
88. «Мажор»[4], реж. Статский К., 2014;
89. «Майор Ветров»[8], реж. Франскевич-Лайе А.;
90. «Марш-бросок»[8], реж. Стамбула Н., 2003;
91. «Мама в законе»[4], реж. Вассербаум М., 2014;
92. «Мама Люба»[4], реж. Демченко М., 2014;
93. «Марьина роща 2»[4], реж. Серов Е. 2014;
94. «Материнский инстинкт»[4], реж. Штром О., 2014;
95. «Между нами девочками» (пунктуация как в титрах)[4], реж. Нагорний В., 2014;
96. «Миндальный прикус любви»[4], реж. Реджепов Е., 2015;
97. «Минус один»[4], реж. Ройзман И., 2014;
98. «Молодёжка»[4], реж. Арланов С., 2013—2019;
99. «Москва-Лопушки»[4], реж. Морозов Ю., 2014;
100. «Моя дорогая служанка»[4], реж. Штром О., 2014;
101. «Мужское дело 1, 2»[8], реж. Кеосаян Т.;
102. «Мужской сезон. Бархатная революция»[8], реж. Степченко А.;
103. «Наша Russia. Яйца судьбы», реж. Орлов. Г., 2010;
104. «Надежда»[4], реж. Насибулин А., 2014;
105. «Не было бы счастья — 2»[4], реж. Павловская Н., 2014;
106. «Не в парнях счастье»[4], реж. Ангелина К., 2014;
107. «Не покидай меня, Любовь»[4], реж. Фокин Р., 2014;
108. «Нереальная любовь»[4], реж. Геворгян А., 2014;
109. «Новогодние приключения Маши и Вити»[12], 1975.
110. «Обними меня»[4], реж. Демченко М., 2014;
111. «Оперативный псевдоним 1, 2»[8], реж. Талпа И.;
112. «Орлова и Александров»[4], реж. Москаленко В. 2015;
113. «Осколки счастья»[4], реж. Праздников О., 2015;
114. «Осколки хрустальной туфельки»[4], реж. Митин С., 2015;
115. «Отмена всех ограничений»[4], реж. Назиров С., 2014;
116. «Отпуск летом»[4], реж. Насибулин А., 2015;
117. «Ой, мороз, мороз!»[12], 2005;
118. «Охотники за головами»[4], реж. Шурховецкий И., 2014;
119. «Палач»[4], реж. Никифоров В., 2014;
120. «Память сердца»[4], реж. Насибулин А., 2014;
121. «Папа для Софии»[4], реж. Лялин С., 2014;
122. «Паровозик Тишка»[4], реж. Червяцов Д., Ушаков С., 2014;
123. «Перелетные птицы»[4], реж. Дробязко Б., 2014;
124. «Паутина»[8];
125. «Письма на стекле»[4], реж. Грицкова Р., 2014;
126. «Плюс любовь»[4], реж. Карелин О., 2014;
127. «Под каблуком»[4], реж. Кириенко О., 2014;
128. «Поддубный» — биографический драматический художественный фильм российского режиссёра Глеба Орлова, повествующий о жизни легендарного борца Российской империи и Советского Союза Ивана Максимовича Поддубного. В главной роли Михаил Пореченков. В прокате с 10 июля 2014 года. Сюжетно фильм во многом повторяет советскую картину «Борец и клоун» (1958)[13]. 28 июля 2014 года Министерство культуры Украины лишило прокатного удостоверения фильм «Поддубный». По мнению экспертов ведомства, они «демонстрируют пренебрежение к украинскому языку, народу и государственности», а «отдельные факты искажены и переписаны в пользу России»[6][7];
129. «Подарок с характером»[4], реж. Оганесян К.,2014;
130. «Поздние цветы»[4], реж. Кечаев І., 2015;
131. «Позови, и я приду»[4], реж. Якубовский Г., 2014;
132. «Последний янычар»[4], реж. Мохов О., 2015;
133. «Последняя электричка (Капустная царевна)»[4], реж. Гресь А., 2014;
134. «Потерянный рай», реж. В. Рожко, 2000 (решение Госкино Украины от ноября 2018 года[14])
135. «Практика»[4], реж. Силкин А., 2014;
136. «Пропавшие без вести»[4], реж. Мазунов А., 2014;
137. «Профессионал»[4], реж. Дзотциев А., 2014;
138. «Прошу поверить мне на слово»[4], реж. Герчиков С., 2014;
139. «Псевдоним „Албанец“»[8], реж. Кубарев Г., Якушев П., Карелин О.;
140. «Разорванные нити (Сыновний долг)»[4], реж. Канивченко А., 2014;
141. «Раскаяние»[4], реж. Суботина О., 2014;
142. «Распутин»[4], реж. Малюков А., 2014;
143. «Самара 2»[4], реж. Карпиловский О., 2014;
144. «Самый лучший день», реж. Крыжовников Ж., 2015;
145. «Сваты»[4], реж. Морозов Ю. 2014;
146. «Сельский учитель»[4], реж. Сорокин Д., 2015;
147. «Семейный бизнес»[4], реж. Чистиков О., 2014;
148. «Семья маньяка Беляева»[4], реж. Назиров С., 2014;
149. «Сестра моя, Любовь»[4], реж. Войтулевич И., 2014;
150. «Сильнее судьбы», реж. Хван О., 2014;
151. «Сирота казанская»[12], реж. Владимир Машков, 1997;
152. «Сколько стоит бес в ребро»[4], реж. Штром О., 2014;
153. «Слабая женщина»[4], реж. Аравин В., 2014;
154. «Следователь Протасов»[4], реж. Фролов К. 2014;
155. «Следственный комитет»[10]
156. «Слепой расчет»[4], реж. Антипенко А., 2014;
157. «Служу отечеству»[8], реж. Щербинин А.;
158. «Смешанные чувства»[4], реж. Маликов Г., 2014;
159. «Снайпер»[8], реж. Щербинин А.;
160. «Собр»[8], реж. Мареве С.;
161. «Сон как жизнь»[4], реж. Двигубская К., 2014;
162. «Солдаты»[11] — российский телевизионный комедийный сериал в 17 частях производства телекомпании РЕН ТВ. Режиссёр Сергей Арланов, Елизавета Клейнот, Влад Николаев, Фёдор Краснопёров, Дмитрий Кузьмин, Андрей Головков, Кира Ангелина, Дмитрий Магонов, Владимир Тумаев., 2004—2012;
163. «Спецназ»[10]., 2002;
164. «Смерш»[11] — российский телесериал 2007 года. 1945 год. Группа офицеров СМЕРШа едет в отпуск в Москву. По дороге они останавливаются в белорусском городе Гродно, где встречают старого друга, который просит их помощи в борьбе с безжалостной бандой и её главарём Юзефом Бернацким, шантажирующими город. Профессионалы оказываются втянутыми в череду драматических событий, где личные чувства идут вразрез с долгом, и противники играют не по правилам. В итоге жена главаря Каролина гибнет от рук Быкова, а сам главарь кончает жизнь самоубийством. Режиссёр Зиновий Ройзман;
165. «Спешите любить»[4], реж. Демченко М., 2014;
166. «Старое ружье»[4], реж. Белевич К., 2014;
167. «Сучьи войны»[4], реж. Борц М., 2014;
168. «Счастливый шанс»[4], реж. Якубовський Г., 2014;
169. «Сын за отца»[4], реж. Гигинешвілі Р., Когуашвили Л., 2014;
170. «Сюрприз для коханого (Сюрприз для любимого)»[4], реж. Селиванов А., 2014;
171. «Тайны следствия-14»[4], реж. Кандидатов О., 2014
172. «Тальянка»[4], реж. Звездаков Е., 2014;
173. «Там, где ты»[4], реж. Фолиянц К., 2014;
174. «Темный мир: равновесие»[4], реж. Асадулин О., 2014;
175. «Тени прошлого»[4], реж. Двигубская К., 2014;
176. «Тарас Бульба»[15], реж. Бортко В., 2009. В главной роли Богдан Ступка. Получил три премии «Золотой орел» за 2010 год. Номинации: лучшая мужская роль (Богдан Ступка), лучшая работа художника-постановщика, лучшие костюмы. Фильм стал самой кассовой экранизацией русской классики[16];
177. «Тест на беременность»[4], реж. Вайнберг М., 2014;
178. «Три звезды»[4], реж. Юзовский М., Лесогоров С., 2014;
179. «Туман»[8], реж. Шурховецький И., Аксененко А.;
180. «Турецкий транзит»[4], реж. Алиев М., 2014;
181. «У вас будет ребёнок»[4], реж. Цабадзе А., 2014;
182. «Узнай меня, если сможешь»[4], реж. Гусев А., 2014;
183. «Уйти, чтобы вернуться»[4], реж. Анашкин Е., 2014;
184. «Улицы разбитых фонарей»[4] — российский детективный телевизионный сериал, впервые появившийся на телевидении в 1995 году. Сериал насчитывает 15 сезонов. В сериале рассказывается о буднях сотрудников милиции, впоследствии полиции. Каждая серия представляет собой отдельное детективное расследование. Режиссёр Захарьев В., Саетгалиев В., 2014;
185. «Умник»[4], реж. Алпатов Т., 2014;
186. «Учителя»[4], реж. Акопян В., 2014;
187. «Физрук»[4] — комедийный телесериал производства компаний «Good story media» и «MFmedia», сюжетная линия которого строится вокруг выходца из криминальных кругов, попавшего в школу, его старых знакомых, новых коллег-учителей и учеников. Премьера состоялась 7 апреля 2014 года на телеканале ТНТ[17][18][19]. В заглавной роли — Дмитрий Нагиев. Режиссёр Стуков Ф., 2014;
188. «Физрук 2»[4], реж. Сенцов С., Стуков Ф., 2014;
189. «Химик»[8], реж. Плоткин В.;
190. «Чудотворец»[4], реж. Константинов Д., 2014;
191. «Чужая жизнь»[4], реж. Пустусма А., 2014;
192. «Чужой район 3»[4], реж. Драка І., 2014;
193. «Чужой среди своих»[4], реж. Пляскин Л., 2014;
194. «Шаманка»[4], реж. Богуславская Г., 2015;
195. «Ширли-мырли», реж. Меньшов. В., 1995
196. «Я больше не боюсь»[4], реж. Максимов И., 2014;
197. «Я буду ждать тебя всегда»[4], реж. Хасанова Л., 2014;
198. «Я все преодолею»[4], реж. Мужжухин И., 2014;
199. «Я не смогу тебя забыть»[4], реж. Хван О., 2014.

## Особые случаи
1. «Аврора» — украинский фильм 2006 года режиссёра Оксаны Байрак, запрещён в 2016 году, причиной стало исполнение в нём главной роли Дмитрием Харатьяном[20][21].
2. «Ирония судьбы, или С лёгким паром!»[22] — советский двухсерийный телевизионный фильм режиссёра Эльдара Рязанова, созданный в 1975 году и впервые показанный в СССР 1 января 1976 года по первой программе ЦТ[23][24]. После обнародования Нацсоветом списка лиц, создающих угрозу национальной безопасности Украины, широкую огласку получила информация о запрете данного фильма. Однако по утверждению официального представителя Государственного агентства Украины по вопросам кино, Нацсовет не может запрещать данный фильм, поскольку Закон № 1317 «О внесении изменений в некоторые законы Украины относительно защиты информационного телерадиопространства Украины» касается фильмов, снятых после 1 августа 1991 года[25][26].